# دیک گیبس (بازیکن بسکتبال)
دیک گیبس (انگلیسی: Dick Gibbs؛ زادهٔ ۲۰ دسامبر ۱۹۴۸) بازیکن بسکتبال اهل ایالات متحده آمریکا است.
از باشگاه‌هایی که در آن بازی کرده‌است می‌توان به لس آنجلس کلیپرز، ساکرامنتو کینگز، واشینگتن ویزاردز، سیاتل سوپرسانیکس، و هیوستون راکتس اشاره کرد.